# Gunter Czisch

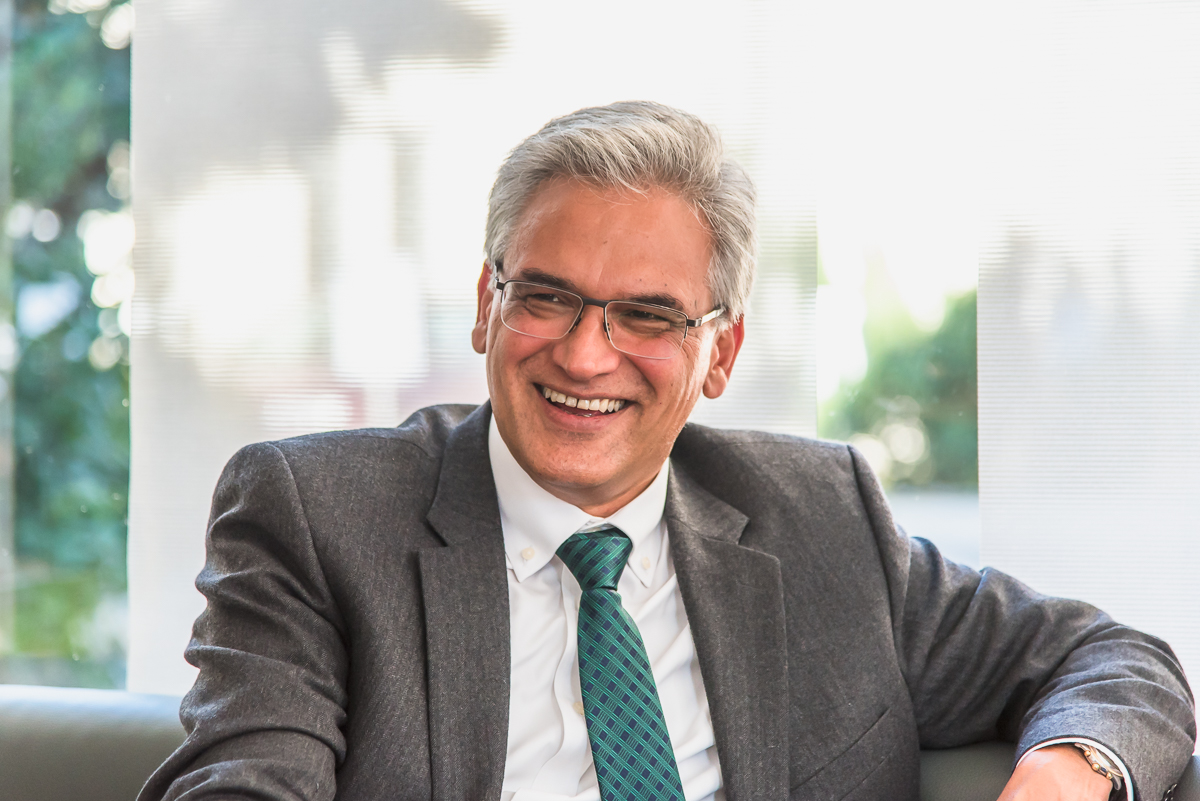
Gunter Czisch am 2. Oktober 2015 in Jungingen

Gunter Czisch (* 1. April 1963 in Stuttgart) ist ein deutscher CDU-Politiker. Er war von 2016 bis 2024 Oberbürgermeister der Stadt Ulm.

## Leben und Beruf
Gunter Czisch wuchs in Dietenheim auf, wo seine Großeltern eine Kfz-Werkstatt betrieben. Nach der mittleren Reife schlug er eine Laufbahn im öffentlichen Dienst ein und absolvierte zwischen 1980 und 1982 eine Ausbildung im mittleren Verwaltungsdienst bei der Stadt Ulm. Die ab 1983 folgende Ausbildung im gehobenen Verwaltungsdienst mit Studium an der Fachhochschule für öffentliche Verwaltung in Kehl schloss Czisch 1987 als Diplom-Verwaltungswirt (FH) ab. Von 1987 bis 1994 arbeitete er bei der Stadt Überlingen im Bereich der Finanzverwaltung, als Personalratsvorsitzender, zuletzt als Leiter des Rechnungsprüfungsamtes. Von 1994 bis 2000 war er als Dezernent des Bodenseekreises für die Bereiche Finanzen, Bau, Abfallwirtschaft und Schulen zuständig.
Ab August 2000 war Czisch als Nachfolger von Alfred Katz Erster Bürgermeister der Stadt Ulm und in dieser Funktion verantwortlich für den Bereich „Zentrale Steuerung“ mit den Bestandteilen Finanzen, Personal, Organisation, Verwaltungsmodernisierung, Informations- und Kommunikationstechnologien sowie städtische Beteiligungen. Im Juni 2008 wurde er mit großer Mehrheit durch den Gemeinderat im Amt bestätigt. 2016 wurde er in diesem Amt von Martin Bendel abgelöst.
Am 21. Juli 2015 gab Gunter Czisch seine Kandidatur für die Ulmer Oberbürgermeisterwahl 2015 bekannt. Bei der Wahl am 29. November 2015 konnte er im ersten Wahlgang 52,9 % der Stimmen auf sich vereinen. Er setzte sich dabei unter anderem gegen Martin Rivoir (SPD) durch. Seine Vereidigung als Oberbürgermeister der Stadt Ulm in Nachfolge von Ivo Gönner (SPD) fand am 29. Februar 2016 statt.
Bei der Oberbürgermeisterwahl am 3. Dezember 2023 verfehlte Czisch im ersten Wahlgang die zur Wiederwahl nötige absolute Mehrheit. Am 17. Dezember 2023 fand daher eine Stichwahl zwischen ihm und dem zweitplatzierten Kandidaten Martin Ansbacher (SPD) statt, in der er schließlich unterlag. Czisch hatte das Amt bis Ende Februar 2024 inne.
Am 18. Juli 2024 wurde Czisch mit 123 von 141 Stimmen vom Landtag von Baden-Württemberg zum Richter in der Gruppe „ohne Befähigung zum Richteramt“ am Verfassungsgerichtshof für das Land Baden-Württemberg gewählt. Am 22. Juli 2024 wurde er im Rahmen der Schwörfeier zum Ehrenbürger der Stadt Ulm ernannt. Ebenfalls 2024 wurde ihm das Ehrenkreuz der Bundeswehr in Gold verliehen.
Czisch hat zwei Söhne und lebt mit seiner Ehefrau in Ulm. In seiner Jugend betrieb er Leichtathletik-Leistungssport und war Skilehrer. In den 1980er Jahren war er aktives Mitglied der Stadtkapelle Dietenheim und spielte in verschiedenen Formationen von der Tanzmusik bis zur Klassik. Seit den 1980er Jahren ist Czisch aktiv beim Deutschen Roten Kreuz, zeitweise als stellvertretender Vorsitzender des DRK-Kreisverbandes. Seit den 1990er Jahren war Czisch Schlagzeuger in der Dixieband „Mississippi Steamboat Chicken“ und anderen Formationen, darunter die „United Urban Jazzcats“.

## Politische Positionen, Kontroversen und Kritik
Nach seiner Tätigkeit als Dezernent im Bodenseekreis wurde Czisch im Dezember 2000 durch den Gemeinderat zum Ersten Beigeordneten und Finanzbürgermeister der Stadt Ulm gewählt. Unter seiner Mitwirkung beteiligte sich Ulm am US-amerikanischen Steuersparmodell Cross-Border-Leasing und verleaste seine Abwasserkanäle an die PNC Financial Services.

### Sedelhöfe und McDonald’s
Für das Bauprojekt zum Quartier „Sedelhöfe“ musste ein Gebäude, in dem eine McDonald’s-Filiale untergebracht war, abgerissen werden. Aufgrund eines bestehenden, bis 2026 laufenden Mietvertrags der Fast-Food-Kette wurde während Czischs Zeit als Finanzbürgermeister ein Container-Provisorium in der Fußgängerzone als Ersatz geschaffen. Die Unterbringung der Filiale war anfangs bei Passanten und Händlern umstritten. Die Kosten des Provisoriums in Höhe von 1,3 Millionen Euro wurden durch die Stadt getragen, Eigentümerin war jedoch McDonald’s.

### Verschwörhaus e.V.
Seit etwa 2016 wurde der Verein „Verschwörhaus e. V.“ (jetzt „temporärhaus e. V.“) als ehrenamtlicher Akteur in die Gestaltung der digitalen Zukunft von Ulm mit einbezogen und konnte im selben Jahr in städtische finanzierte Arbeitsräume einziehen. Nach Streitigkeiten um Namensrechte, angemessene Anerkennung und Beteiligung der ehrenamtlichen Tätigkeit kam es zum Bruch zwischen Stadtverwaltung und Verein, sodass das bundesweite Leuchtturm-Projekt die Zusammenarbeit mit der Stadt beenden und sowohl die Räume als auch seinen Namen abgeben musste.

## Ämter
- stellvertretender Vorsitzender des Kommunalverbandes für Jugend und Soziales Baden-Württemberg (KVJS)
- stellvertretender Vorsitzender des Landeswohlfahrtsverbandes Württemberg-Hohenzollern mit dem Schwerpunkt Eingliederungshilfe für Behinderte
- Verwaltungsratsvorsitzender der Sparkasse Ulm
- Erster stellvertretender Vorsitzender im Präsidium des Deutschen Roten Kreuzes – Kreisverband Ulm.[22]

Ehemalige Ämter:
- Geschäftsführer im Donaubüro[23] (2006–2016)
- Geschäftsführer der Parkbetriebsgesellschaft Ulm (PBG)[24] (2006–2016)
- Geschäftsführer der Multifunktionshalle Ulm (2008–2016)
- Verwaltungsratsvorsitzender der Datenzentrale Baden-Württemberg[25] bis zu deren Fusion zu ITEOS (2018)